# Pedro Vergés
Pedro Luciano Vergés Cimán (Santo Domingo, 8 de mayo de 1945) es un escritor, profesor y diplomático dominicano. 
Estudió filología en la Universidad de Zaragoza, donde conoció a su mujer. Trabajó como redactor de la revista Camp de l'Arpa en Barcelona. Más tarde, también en Barcelona, cofundó la revista Hora de Poesía. Además ha sido profesor de la Universidad Nacional Pedro Henríquez Ureña, director en Santo Domingo del Instituto de Cultura Hispánica, embajador de la República Dominicana ante España de octubre de 1996 a octubre de 2000 y luego ante la República Federal de Alemania desde noviembre de 2004 hasta septiembre de 2009. De agosto de 2009 a junio de 2013 fue embajador en Japón. Posteriormente ha ocupado el cargo de representante permanente de la República Dominicana ante la Organización de Estados Americanos (OEA) de junio de 2013 a agosto de 2016.
Es miembro de la Academia Dominicana de la Lengua. Su mayor éxito como escritor lo cosechó en 1981 con la novela Sólo cenizas hallarás (Bolero), con la que recibió en España el Premio de la Crítica de narrativa castellana y el premio Blasco Ibáñez en novela Además de esta novela destacan sus libros de poesías Juegos reunidos (1971) y Durante los inviernos (1977). 
Ocupó el cargo de Ministro de Cultura desde agosto de 2016 hasta mayo de 2018.
Desde agosto de 2018 se desempeña como embajador extraordinario y plenipotenciario de la República Dominicana en Canadá.